# Девід Ансворт
Девід Ансворт (англ. David Unsworth; нар. 16 жовтня 1973, Чорлі) — англійський футболіст, що грав на позиції лівого та центрального захисника. По завершенні ігрової кар'єри — тренер.
Більшу частину кар'єри провів виступаючи за «Евертон». Крім нього у Прем'єр-лізі грав за «Вест Гем Юнайтед», «Портсмут», «Шеффілд Юнайтед» та «Віган Атлетік», а також провів один матч за національну збірну Англії.

## Клубна кар'єра
Вихованець клубу «Евертон». Дебютував у першій команді у виїзній грі проти «Тоттенгем Готспур» 25 квітня 1992 року. Коли у листопаді 1994 року Джо Ройл став новим головним тренером «ірисок», він зробив Ансворта основним гравцем своєї команди. Виступаючи у парі із досвідченим Дейвом Вотсоном, вони створили основну пару центральних захисників. він виграв з командою Кубок Англії 1995 року, відігравши в тому числі увесь фінальний матч проти «Манчестер Юнайтед» (1:0), а потім і Суперкубок Англії 1995 року. Загалом за рідний клуб Ансворт провів шість сезонів, взявши участь у 116 матчах чемпіонату.
Влітку 1997 року, після того як команду покинув Вотсон, новий тренер Говард Кендалл не бачив Ансворта основним гравцем, тому Девід залишив стан ліверпульців і перейшов у «Вест Гем Юнайтед». Там захисник провів один сезон, але не прижившись у Лондоні виявив бажання переїхати ближче до свого дому в Мерсісайді. В результаті у червні 1998 року його за 3 млн фунтів придбала «Астон Вілла» з Бірмінгема. В цей же час його рідний «Евертон» очолив Волтер Сміт, який виявив зацікавлення у поверненні Ансворта, тому вже через місяць, перш ніж сезон навіть розпочався, посилаючись на проблеми з тривалими поїздками з дому, він повернувся в «Евертон», який заплатив «Віллі» ті самі 3 мільйони фунтів. Менеджер «вілланів» Джон Грегорі гнівно відреагував на дії Ансворта, втім погодився на трансфер. За «Астон Віллу» Ансворт відіграв лише одну гру в складі резервної команди.
Після повернення до рідного клубу Ансворт знову став стабільним основним захисником і навіть продемонстрував свою універсальність, коли змушений був через проблеми зі складом виступати на позиції опорного півзахисника. У цій ролі він також грав у чвертьфіналі Кубка Англії проти «Ньюкасл Юнайтед», забив вражаючий гол з дальньої дистанції, який, однак не допоміг його команді пройти далі, зазнавши поразки 1:4. Коли 2002 року команду очолив Девід Моєс, він почав використовувати Ансворта ліворуч, оскільки в центрі основною парою захисників стали Джозеф Йобо—Девід Вейр. Наприкінці сезону 2002/03 клуб вирішив продовжити контракт з гравцем лише на один рік, з чим футболіст не погодився і вирішив залишити рідну команду, в якій провів понад 300 ігор у Прем'єр-лізі.
12 липня 2004 року Ансворт став гравцем «Портсмута», де був основним центральним захисником, але після відставки менеджера Гаррі Реднаппа втратив своє місце і провів другу половину сезону в оренді за «Іпсвіч Таун», провівши 16 матчів у Чемпіоншипі і зайняв 3-тє місце. Оскільки термін оренди не включав ігри плей-оф, Ансворт не зміг допомогти команді у вирішальних матчах і їй без Девіда не вдалось вийти до Прем'єр-ліги.
22 серпня 2005 року захисник підписав трирічний контракт з іншим клубом Чемпіоншипу «Шеффілд Юнайтед» і в першому ж сезоні допоміг команді вийти до вищого дивізіону, але наступного сезону втратив місце в основі, через що у січні 2007 року перейшов у «Віган Атлетік» , де і дограв сезон. У «латікс» Ансворт був в першу чергу дублером лівого захисника Лейтона Бейнса і лише після серйозної травми Стіва Макміллана став грати у центрі обороні. В останньому турі сезону Прем'єр-ліги 2006/07 Ансворт забив пенальті у ворота свого попереднього клубу «Шеффілд Юнайтед», завдяки якому відправив свій колишній клуб до Чемпіоншипу, одночасно врятувавши «Віган» від вильоту. Тим не менш, його контракт, який закінчився в кінці сезону, не був продовжений.
11 серпня Девід підписав однорічний контракт з «Бернлі», що грав у Чемпіоншипі, де провів один рік. Наприкінці сезону йому запропонували нову угоду на посаді помічника менеджера Оуена Койла, але він відхилив пропозицію і покинув клуб 30 червня 2008 року.
8 серпня 2008 року Ансворт приєднався до клубу «Гаддерсфілд Таун», але зігравши лише 4 гри у Першій лізі, третьому за рівнем дивізіоні країни, 30 березня 2009 року покинув клуб і незабаром після цього оголосив про завершення ігрової кар'єри.

## Виступи за збірні
У 1993 році у складі збірної Англії до 20 років взяв участь у молодіжному чемпіонаті світу з футболу в Австралії, де зіграв усі шість ігор, які англійці зіграли на цьому чемпіонаті світу і стали бронзовими призерами змагання, та забив один гол у матчі за 3-тє місце. Згодом залучався до складу молодіжної збірної Англії. На молодіжному рівні зіграв у 7 офіційних матчах.
3 червня 1995 року зіграв свій єдиний матч у складі національної збірної Англії, зігравши проти Японії (2:1) на Кубку Умбро.

## Кар'єра тренера
По завершенні кар'єри гравця, 2009 року, увійшов до тренерського штабу молодіжної команди «Престон Норт-Енд». Після уходу Алана Ірвайна він був переведений в тренерський штаб першої команди, і коли головний тренер Даррен Фергюсон був звільнений в кінці 2010 року, Ансворт тимчасово керував старшою командою до приходу наступника Філа Брауна в січні 2011 року. Про звільнення Брауна, Ансворт знову був призначений виконувачем обов'язки менеджера клубу в грудні 2011 року разом із Гремом Александером. Після призначення нового менеджера Грема Вестлі, 16 січня 2012 року Ансворт був звільнений з посади.
6 грудня 2012 року Ансворт повернувся до свого колишнього клубу «Шеффілд Юнайтед», ставши керівником академії. Після відходу менеджера клубу Данні Вілсона у квітні 2013 року, Ансворт був призначений помічником нового головного тренера Кріса Моргана. Влітку повернувся до своєї попередньої ролі після приходу Девіда Вейра на посаду менеджера клубу, але вже 1 серпня 2013 року Ансворт вирішив покинути клуб.
В подальшому працював в системі академії «Евертона». У вересні 2013 року він був призначений помічником менеджера команди «Евертон-U23» Алана Стаббса. У 2014 році Стаббс покинув команду, залишивши Ансворта головним тренером молодіжки. У травні 2016 року, після звільнення головного тренера Роберто Мартінеса за один тур до завершення чемпіонату, Ансворт керував головною командою у останній грі Прем'єр-ліги сезону 2015/16, в якій його підопічні здобули перемогу 3:0 над «Норвіч Сіті». Після призначення Рональд Кумана Ансворт повернувся до роботи з молодіжною командою «Евертона». Після звільнення Кумана 23 жовтня 2017 року Ансворт знову став в.о. головного тренера. Цього разу він пропрацював на цій посаді довше, трохи більше місяця, поки 29 листопада 2017 року повноцінним головним тренером не був призначений Сем Еллардайс.
| Дата     | Місто  | Господарі | Результат | Гості  | Турнір           | Голи | Примітки |
| -------- | ------ | --------- | --------- | ------ | ---------------- | ---- | -------- |
| 3-6-1995 | Лондон | Англія    | 2 – 1     | Японія | товариський матч | -    |          |
| Усього   |        | Матчів    | 1         |        | Голів            | 0    |          |

## Титули і досягнення
- Володар Кубка Англії з футболу (1):

«Евертон»: 1995
- Володар Суперкубка Англії з футболу (1):

«Евертон»: 1995